# Liste des députés allemands de la RDA (9e législature)
Les députés de la neuvième législature de la Volkskammer sont les députés de la Volkskammer élus lors des élections législatives est-allemandes de 1986 pour la période 1986-1990.

## Présidium

### Premier présidium
| Portrait | Nom                          | Rôle                             |  | Groupe                                       |
| -------- | ---------------------------- | -------------------------------- |  | -------------------------------------------- |
|          | Horst Sindermann             | Président de la Volkskammer      |  | Parti socialiste unifié                      |
|          | Gerald Götting               | Vice-président de la Volkskammer |  | Union chrétienne-démocrate                   |
|          | Rudolf Agsten                | Membre du présidium              |  | Parti libéral-démocrate                      |
|          | Heinz Eichler                | Membre du présidium              |  | Parti socialiste unifié                      |
|          | Günter Hartmann              | Membre du présidium              |  | Parti national-démocrate                     |
|          | Werner Heilemann             | Membre du présidium              |  | Confédération des syndicats libres allemands |
|          | Wolfgang Heyl                | Membre du présidium              |  | Union chrétienne-démocrate                   |
|          | Günther Maleuda              | Membre du présidium              |  | Parti paysan démocratique                    |
|          | Erich Mückenberger           | Membre du présidium              |  | Parti socialiste unifié                      |
|          | Manfred Scheler              | Membre du présidium              |  | Vereinigung der gegenseitigen Bauernhilfe    |
|          | Wilhelmine Schirmer-Pröscher | Membre du présidium              |  | Ligue démocratique des femmes d'Allemagne    |
|          | Karl-Heinz Schulmeister      | Membre du présidium              |  | Union culturelle de la RDA                   |
|          | Volker Voigt                 | Membre du présidium              |  | Jeunesse libre allemande                     |

### Second présidium
Le présidium démissionne le 13 novembre 1989, provoquant l'élection d'un nouveau bureau. Celui-ci est élu à bulletin secret et retransmis en direct pour la première fois à la télévision.
| Portrait | Nom                     | Rôle                                                                            |  | Groupe                                       |
| -------- | ----------------------- | ------------------------------------------------------------------------------- |  | -------------------------------------------- |
|          | Günther Maleuda         | Président de la Volkskammer                                                     |  | Parti paysan démocratique                    |
|          | Werner Jarowinsky       | Vice-président de la Volkskammer                                                |  | Parti socialiste unifié                      |
|          | Käte Niederkirchner     | Vice-présidente de la Volkskammer (à partir du 11 janvier 1990)                 |  | Parti socialiste unifié                      |
|          | Christel Bednareck      | Membre du présidium (démission le 11 janvier 1990)                              |  | Confédération des syndicats libres allemands |
|          | Siegfried Hanusch       | Membre du présidium (élu le 11 janvier 1990 pour remplacer Christel Bednareck)  |  | Confédération des syndicats libres allemands |
|          | Heinz Eichler           | Membre du présidium                                                             |  | Parti socialiste unifié                      |
|          | Günter Hartmann         | Membre du présidium                                                             |  | Parti national-démocrate                     |
|          | Wolfgang Heyl           | Membre du présidium (démission le 16 novembre 1989)                             |  | Union chrétienne-démocrate                   |
|          | Adolf Niggemeier        | Membre du présidium (élu le 17 novembre 1989 pour remplacer Wolfgang Heyl)      |  | Union chrétienne-démocrate                   |
|          | Michael Koplanski       | Membre du présidium                                                             |  | Parti paysan démocratique                    |
|          | Käte Niederkirchner     | Membre du présidium (jusqu'au 11 janvier 1990)                                  |  | Parti socialiste unifié                      |
|          | Heinz Albrecht          | Membre du présidium (élu le 11 janvier 1990 pour remplacer Käte Niederkirchner) |  | Parti socialiste unifié                      |
|          | Hans-Dieter Raspe       | Membre du présidium                                                             |  | Parti libéral-démocrate                      |
|          | Eva Rohmann             | Membre du présidium                                                             |  | Ligue démocratique des femmes d'Allemagne    |
|          | Manfred Scheler         | Membre du présidium                                                             |  | Vereinigung der gegenseitigen Bauernhilfe    |
|          | Karl-Heinz Schulmeister | Membre du présidium                                                             |  | Union culturelle de la RDA                   |
|          | Cornelia Wolfram        | Membre du présidium                                                             |  | Jeunesse libre allemande                     |

## Députés de la 9e législature
- Haut – A
- B
- C
- D
- E
- F
- G
- H
- I
- J
- K
- L
- M
- N
- O
- P
- Q
- R
- S
- T
- U
- V
- W
- X
- Y
- Z

## A
| Portrait | Nom                 | Remarques                                              |  | Groupe                                       |
| -------- | ------------------- | ------------------------------------------------------ |  | -------------------------------------------- |
|          | Josef Aberth        |                                                        |  | Parti paysan démocratique                    |
|          | Rudolf Agsten       | Président du groupe libéral-démocrate                  |  | Parti libéral-démocrate                      |
|          | Lutz Ahnfeld        |                                                        |  | Jeunesse libre allemande                     |
|          | Cornelia Albrecht   | à partir du 11 janvier 1990                            |  | SED-PDS                                      |
|          | Erika Albrecht      |                                                        |  | Ligue démocratique des femmes d'Allemagne    |
|          | Hans Albrecht       | démission le 16 novembre 1989 après décision du groupe |  | Parti socialiste unifié                      |
|          | Heinz Albrecht      | à partir du 17 novembre 1989                           |  | Parti socialiste unifié                      |
|          | Gudrun Anders       |                                                        |  | Parti libéral-démocrate                      |
|          | Erich Arand         | mandat révoqué le 29 janvier 1990                      |  | Vereinigung der gegenseitigen Bauernhilfe    |
|          | Manfred von Ardenne |                                                        |  | Union culturelle de la RDA                   |
|          | Otto Arndt          |                                                        |  | Parti socialiste unifié                      |
|          | Karlheinz Arnold    |                                                        |  | Parti socialiste unifié                      |
|          | Helmut Ast          |                                                        |  | Confédération des syndicats libres allemands |
|          | Eberhard Aurich     | mandat révoqué le 29 janvier 1990                      |  | Jeunesse libre allemande                     |
|          | Bärbel Aust         |                                                        |  | Vereinigung der gegenseitigen Bauernhilfe    |
|          | Hermann Axen        | démission le 16 novembre 1989 après décision du groupe |  | Parti socialiste unifié                      |

## B
| Portrait | Nom                  | Remarques                                                |  | Groupe                                       |
| -------- | -------------------- | -------------------------------------------------------- |  | -------------------------------------------- |
|          | Ursula Bahr          | à partir du 3 mars 1989 pour remplacer le député Hertwig |  | Parti socialiste unifié                      |
|          | Martina Baumert      |                                                          |  | Parti socialiste unifié                      |
|          | Gerhard Baumgärtel   |                                                          |  | Union chrétienne-démocrate                   |
|          | Manfred Becher       |                                                          |  | Parti paysan démocratique                    |
|          | Wolfgang Beck        | à partir du 17 novembre 1989                             |  | Parti socialiste unifié d'Allemagne          |
|          | Eva Becker           |                                                          |  | Ligue démocratique des femmes d'Allemagne    |
|          | Christel Bednareck   | mandat révoqué le 11 janvier 1990                        |  | Confédération des syndicats libres allemands |
|          | Kerstin Bednarsky    |                                                          |  | Ligue démocratique des femmes d'Allemagne    |
|          | Friedl Behnke        |                                                          |  | Confédération des syndicats libres allemands |
|          | Armin Behrendt       |                                                          |  | Parti libéral-démocrate                      |
|          | Bärbel Behrens       |                                                          |  | Union chrétienne-démocrate                   |
|          | Petra Belitz         |                                                          |  | Confédération des syndicats libres allemands |
|          | Bruno Benthien       |                                                          |  | Parti libéral-démocrate                      |
|          | Erna Berg            |                                                          |  | Ligue démocratique des femmes d'Allemagne    |
|          | Wiete Bergmann       |                                                          |  | Confédération des syndicats libres allemands |
|          | Barbara Petzold      |                                                          |  | Jeunesse libre allemande                     |
|          | Wolfgang Beyreuther  |                                                          |  | Confédération des syndicats libres allemands |
|          | Ewald Bialas         |                                                          |  | Confédération des syndicats libres allemands |
|          | Jürgen Biering       |                                                          |  | Parti paysan démocratique                    |
|          | Erwin Binder         |                                                          |  | Parti paysan démocratique                    |
|          | Bernd Blässe         | à partir du 11 janvier 1990                              |  | SED-PDS                                      |
|          | Bettina Bleil        |                                                          |  | Confédération des syndicats libres allemands |
|          | Karl-Joachim Blume   |                                                          |  | Parti paysan démocratique                    |
|          | Simone Blumhagen     |                                                          |  | Jeunesse libre allemande                     |
|          | Frank Bochow         | mandat révoqué le 11 janvier 1990                        |  | Confédération des syndicats libres allemands |
|          | Heinz Böhm           |                                                          |  | Union chrétienne-démocrate                   |
|          | Günter Böhme         |                                                          |  | Parti socialiste unifié                      |
|          | Hans-Joachim Böhme   | démission le 16 novembre 1989 après décision du groupe   |  | Parti socialiste unifié                      |
|          | Reinhard Bolduan     |                                                          |  | Parti socialiste unifié                      |
|          | Klaus-Dieter Bormann |                                                          |  | Confédération des syndicats libres allemands |
|          | Kerstin Braasch      |                                                          |  | Jeunesse libre allemande                     |
|          | Horst Brasch         | décédé le 18 août 1989                                   |  | Parti socialiste unifié                      |
|          | Manfred Brendel      |                                                          |  | Parti libéral-démocrate                      |
|          | Heidemarie Brenner   |                                                          |  | Parti socialiste unifié                      |
|          | Ellen Brombacher     |                                                          |  | Parti socialiste unifié                      |
|          | Christoph Brückner   |                                                          |  | Parti libéral-démocrate                      |
|          | Horst Brünner        | mandat révoqué le 29 janvier 1990                        |  | Parti socialiste unifié                      |
|          | Günter Brust         |                                                          |  | Parti libéral-démocrate                      |
|          | Klaus Buchholz       |                                                          |  | Parti libéral-démocrate                      |
|          | Horst Buder          | à partir du 17 novembre 1989                             |  | Parti socialiste unifié                      |
|          | Wolfgang Büchner     |                                                          |  | Confédération des syndicats libres allemands |
|          | Margitta Buhr        |                                                          |  | Parti socialiste unifié                      |
|          | Siegfried Bunzel     | à partir du 11 janvier 1990                              |  | SED-PDS                                      |
|          | Lothar Burkhardt     |                                                          |  | Parti socialiste unifié                      |
|          | Siegfried Burkhardt  |                                                          |  | Vereinigung der gegenseitigen Bauernhilfe    |
|          | Heinz Busch          |                                                          |  | Parti socialiste unifié                      |

## C
| Portrait | Nom                 | Remarques                                              |  | Groupe                                       |
| -------- | ------------------- | ------------------------------------------------------ |  | -------------------------------------------- |
|          | Johannes Chemnitzer | démission le 16 novembre 1989 après décision du groupe |  | Parti socialiste unifié                      |
|          | Andreas Claus       |                                                        |  | Parti paysan démocratique                    |
|          | Gerhard Clausner    |                                                        |  | Parti socialiste unifié                      |
|          | Manfred Clauss      | mandat révoqué le 29 janvier 1990                      |  | Parti socialiste unifié                      |
|          | Arthur Czadzeck     |                                                        |  | Confédération des syndicats libres allemands |
|          | Dietmar Czok        |                                                        |  | Union chrétienne-démocrate                   |

## D
| Portrait | Nom                | Remarques                                              |  | Groupe                                       |
| -------- | ------------------ | ------------------------------------------------------ |  | -------------------------------------------- |
|          | Fritz Dallmann     |                                                        |  | Vereinigung der gegenseitigen Bauernhilfe    |
|          | Siegfried Dallmann |                                                        |  | Parti national-démocrate                     |
|          | Friedrich Dickel   | démission le 16 novembre 1989 après décision du groupe |  | Parti socialiste unifié                      |
|          | Jürgen Dietel      |                                                        |  | Confédération des syndicats libres allemands |
|          | Karl Döring        | à partir du 11 janvier 1990                            |  | SED-PDS                                      |
|          | Horst Dohlus       | démission le 16 novembre 1989 après décision du groupe |  | Parti socialiste unifié                      |
|          | Heike Dombrowski   |                                                        |  | Parti paysan démocratique                    |
|          | Heinz Dreblow      |                                                        |  | Parti socialiste unifié                      |
|          | Gottfried Drechsel |                                                        |  | Vereinigung der gegenseitigen Bauernhilfe    |
|          | Heike Drechsler    | à partir du 3 mars 1989 pour remplacer le député Felfe |  | Jeunesse libre allemande                     |
|          | Günther Drefahl    |                                                        |  | Union culturelle de la RDA                   |
|          | Beatrix Dreschel   |                                                        |  | Parti socialiste unifié                      |

## E
| Portrait | Nom                   | Remarques                                                     |  | Groupe                                       |
| -------- | --------------------- | ------------------------------------------------------------- |  | -------------------------------------------- |
|          | Paul Eberle           | président de groupe à partir du 12 janvier 1990               |  | Parti libéral-démocrate                      |
|          | Werner Eberlein       | mandat révoqué le 11 janvier 1990                             |  | Parti socialiste unifié                      |
|          | Günter Ehrensperger   | mandat révoqué le 11 janvier 1990                             |  | Parti socialiste unifié                      |
|          | Hans-Jürgen Ehricht   | à partir du 26 juin 1987 pour remplacer le député Götze       |  | Parti national-démocrate                     |
|          | Herbert Eichhorn      |                                                               |  | Parti paysan démocratique                    |
|          | Renate Eichhorn       | à partir du 26 juin 1987 pour remplacer le député Voigtberger |  | Union chrétienne-démocrate                   |
|          | Heinz Eichler         | membre du présidium                                           |  | Parti socialiste unifié                      |
|          | Klaus Elsner          |                                                               |  | Parti paysan démocratique                    |
|          | Gottfried Engelmann   |                                                               |  | Parti libéral-démocrate                      |
|          | Karin Engert          |                                                               |  | Parti paysan démocratique                    |
|          | Albert Enke           |                                                               |  | Confédération des syndicats libres allemands |
|          | Hans-Ludwig Erlenbeck | à partir du 17 novembre 1989                                  |  | Parti socialiste unifié                      |
|          | Heino Ernst           |                                                               |  | Confédération des syndicats libres allemands |
|          | Manfred Ewald         |                                                               |  | Parti socialiste unifié                      |

## F
1. Ulrich Fahl, CDU
2. Heinz Fahrenkrog, FDGB
3. Herbert Fechner, SED
4. Klaus Fehrmann, SED
5. Werner Felfe, SED
6. Kurt Fenske, SED
7. Lothar Fichtner, SED
8. Otto Fiedler, DBD
9. Horst Fischer, NDPD
10. Klaus-Christian Fischer, NDPD
11. Oskar Fischer, SED
12. Sabine Fischer, FDGB
13. Manfred Flegel (de), NDPD
14. Peter Florin, SED
15. Renate Fölsch, DFD
16. Heidi Franke, NDPD
17. Heinz Freier, SED
18. Lutz Frenkel, FDJ
19. Norberta Freundel, NDPD
20. Peter Freyer, SED
21. Marlies Fritzsch, DBD
22. Gisela Fuchs, DFD
23. Friedel Fuckel, DFD
24. Liesbeth Füßler, DBD
25. Otto Funke, SED

## G
1. Uwe Gajewski, FDJ
2. Manfred Gehmert, SED
3. Manfred Gerlach, LDPD
4. Joachim-Ernst Gierspeck, LDPD
5. Andreas Gleisberg, DBD
6. Gerda Göbel, CDU
7. Manfred Goedecke, NDPD
8. Beate Göhring, FDGB
9. Sybille Göttert, VdgB
10. Gerald Götting, CDU
11. Otto-Christoph Götze, NDPD
12. Andreas Golbs, FDJ
13. Ernst Goldenbaum, DBD
14. Alfred Grandke, LDPD
15. Günther Grewe, CDU
16. Jana Grießbach, FDJ
17. Hannelore Grimm, FDGB
18. Ines Grosche, CDU
19. Irmgard Groschupf, NDPD
20. Jurij Groß, SED
21. Manfred Grund, LDPD
22. Klaus Gysi, Kulturbund

## H
1. Kerstin Haake, SED
2. Susanne Häber, DBD
3. Helge Häger, SED
4. Hans Härtel, FDJ
5. Anita Häußler, SED
6. Kurt Hager, SED
7. Erika Hahn, LDPD
8. Walter Halbritter, SED
9. Manfred Hamann, NDPD
10. Gero Hammer, NDPD
11. Georg Handrick, SED
12. Hans-Joachim Hanisch, LDPD
13. Brunhilde Hanke, SED
14. Martin Hanke, SED
15. Siegfried Hanusch, FDGB
16. Getrud Hartmann, DBD
17. Günter Hartmann, NDPD
18. Monika Hasalik, DFD
19. Hannelore Hauschild, DFD
20. Petra Hecht, DBD
21. Werner Heilemann, FDGB
22. Horst Heintze, FDGB
23. Gerda Heller, LDPD
24. Leonhard Helmschrott, DBD
25. Karlheinz Hengst, NDPD
26. Katrin Hensel, FDJ
27. Johannes Herda, CDU
28. Wolfgang Herger, SED
29. Joachim Herrmann, SED
30. Hans-Joachim Hertwig, SED
31. Edith Herzig, DBD
32. Klaus Herzog, FDJ
33. Hans-Joachim Heusinger, LDPD
34. Kerstin Heyduck, FDJ
35. Wolfgang Heyl, CDU
36. Lothar Hilbert, VdgB
37. Wolfgang Hinz, DBD
38. Heino Hinze, Kulturbund
39. Annelotte Hochhaus, DFD
40. Ruth Höwe, DBD
41. Hans-Joachim Hoffmann, Kulturbund
42. Erna Hofmann, FDGB
43. Heinz Hofmann, Kulturbund
44. Klaus Hofmann, DBD
45. Reiner Hofmann, DBD
46. Witho Holland, LDPD
47. Gerhard Holtz-Baumert, Kulturbund
48. Heinrich Homann, NDPD
49. Erich Honecker, SED
50. Margot Honecker, SED
51. Claus Howitz, DBD
52. Claus-Jürgen Huch, NDPD
53. Max Hübner, FDGB

## I
| Portrait | Nom            | Remarques                    |  | Groupe                  |
| -------- | -------------- | ---------------------------- |  | ----------------------- |
|          | Helga Isenberg | démission le 11 janvier 1990 |  | Parti libéral-démocrate |

## J
| Portrait | Nom               | Remarques                                                     |  | Groupe                                       |
| -------- | ----------------- | ------------------------------------------------------------- |  | -------------------------------------------- |
|          | Barbara Jacob     |                                                               |  | Confédération des syndicats libres allemands |
|          | Lysann Jacob      | à partir du 1er décembre 1989 pour remplacer le député Aurich |  | Jeunesse libre allemande                     |
|          | Brunhild Jaeger   |                                                               |  | Parti socialiste unifié                      |
|          | Günther Jahn      |                                                               |  | Parti socialiste unifié                      |
|          | Frank Janetzky    |                                                               |  | Jeunesse libre allemande                     |
|          | Werner Jarowinsky | mandat révoqué le 11 janvier 1990                             |  | Parti socialiste unifié                      |
|          | Norbert Jaskulla  |                                                               |  | Parti national-démocrate                     |
|          | Christa Jauch     |                                                               |  | Parti libéral-démocrate                      |
|          | Hans Jendretzky   |                                                               |  | Confédération des syndicats libres allemands |
|          | Regina Jeske      |                                                               |  | Parti national-démocrate                     |
|          | Peter Johannis    | à partir du 17 novembre 1989                                  |  | Parti socialiste unifié                      |
|          | Hertha Jung       |                                                               |  | Ligue démocratique des femmes d'Allemagne    |
|          | Wolfgang Junker   | mandat révoqué le 11 janvier 1990                             |  | Parti socialiste unifié                      |

## K
1. Ingeborg Kachel, FDGB
2. Erich Kärger, DBD
3. Susanne Kahlert, DFD
4. Siegfried Kaiser, FDGB
5. Werner Kaiser, NDPD
6. Hermann Kalb, CDU
7. Eberhard Kallenbach, NDPD
8. Werner Kalweit, SED
9. Hermann Kant, Kulturbund
10. Werner Karn, FDGB
11. Werner Karwath, CDU
12. Christa Kaufhold, CDU
13. Torsten Kaye, FDJ
14. Karl Kayser, SED
15. Gert Keller, CDU
16. Heinz Keßler, SED
17. Annelis Kimmel, FDGB
18. Friedrich Kind, CDU
19. Hans-Karl Kiok, VdgB
20. Werner Kirchhoff, SED
21. Helmtraut Klara, DFD
22. Günther Kleiber, SED
23. Helmut Klein, SED
24. Volker Klemm, NDPD
25. Gottfried Klepel, CDU
26. Eveline Klett, DFD
27. Claus-Dieter Knöfler, LDPD
28. Rudolf Kober, NDPD
29. Hans Koch, Kulturbund
30. Ursula Köckritz, DFD
31. Lothar Köhler, LDPD
32. Ingrid Körner, FDGB
33. Werner Körner, LDPD
34. Lothar Kolditz, Kulturbund
35. Michael Koplanski, DBD
36. Erhard Krack, SED
37. Ewald Kramer, CDU
38. Fritz Krausch, LDPD
39. Gerhard Krause, FDGB
40. Hans Krause, DBD
41. Marika Krause, NDPD
42. Rosemarie Krautzig, CDU
43. Andrea Krebs, VdgB
44. Egon Krenz, SED
45. Walter Kresse, SED
46. Horst Kreter, NDPD
47. Waldemar Kreutzberger, NDPD
48. René Kriemann, FDJ
49. Adolf Kriesche, SED
50. Hubertus Kriesel, CDU
51. Werner Krolikowski, SED
52. Hermann Kühne, DBD
53. Heinz Kuhrig, SED
54. Doris Kurth, SED
55. Ingrid Kurzke, SED
56. Günter Kutzschebauch, SED

## L
1. Helga Labs, FDGB
2. Harald Lange, FDGB
3. Ingeburg Lange, SED
4. Hendry Lehmann, FDGB
5. Wolfgang Lesser, Kulturbund
6. Hans-Harm Leweke, NDPD
7. Hermann Liefländer, LDPD
8. Gustav Liepack, SED
9. Bruno Lietz, SED
10. Karin Limprecht, FDJ
11. Gerhard Lindner, LDPD
12. Elke Löbl, FDGB
13. Siegfried Löffler, CDU
14. Christa Löhn, DFD
15. Johannes Löhn, LDPD
16. Rainer Lösekann, LDPD
17. Gottfried Lonitz, LDPD
18. Siegfried Lorenz, SED
19. Uwe Lorenz, FDJ
20. Werner Lorenz, SED
21. Werner Lorenz, CDU

## M
1. Monika Maak, SED
2. Günther Maleuda, DBD
3. Mechthild Marchewka, CDU
4. Karl-Heinz Markwart, VdgB
5. EErnst Mecklenburg, DBD
6. Ludwig Mecklinger, SED
7. Peter Mederake, NDPD
8. Felix Meier, SED
9. Jürgen Meißner, DBD
10. Katrin Mende, FDJ
11. Werner Mennicke, SED
12. Sieglinde Metten, LDPD
13. Erich Mielke, SED
14. Gerhard-Peter Mielke, NDPD
15. Uwe Milinowski, FDGB
16. Günter Mittag, SED
17. Tatjana Mitterer, FDJ
18. Hartmut Mitzenheim, CDU
19. Hans Modrow, SED
20. Bernhard Mögling, NDPD
21. Hans-Dietrich Möller, NDPD
22. Ute Mohrmann, Kulturbund
23. Peter Moreth, LDPD
24. Helga Mucke-Wittbrodt, DFD
25. Helga Mudra, LDPD
26. Erich Mückenberger, SED
27. Manfred Mühlmann, NDPD
28. Anita Müller, FDGB
29. Gerhard Müller, SED
30. Günter Müller, FDGB
31. Inge Müller, DFD
32. Margarete Müller, SED

## N
| Portrait | Nom                   | Remarques                                                |  | Groupe                                       |
| -------- | --------------------- | -------------------------------------------------------- |  | -------------------------------------------- |
|          | Harald Naumann        |                                                          |  | Union chrétienne-démocrate                   |
|          | Gudrun Nause          |                                                          |  | Ligue démocratique des femmes d'Allemagne    |
|          | Gerhard Nennstiel     | mandat révoqué le 29 janvier 1990 après levée d'immunité |  | Confédération des syndicats libres allemands |
|          | Heinz Nerlich         |                                                          |  | Parti national-démocrate                     |
|          | Christian Neubert     |                                                          |  | Confédération des syndicats libres allemands |
|          | Rosel Neuhäuser       | à partir du 17 novembre 1989                             |  | Parti socialiste unifié                      |
|          | Alfred Neumann        | démission le 16 novembre 1989 après décision du groupe   |  | Parti socialiste unifié                      |
|          | Gisela Neumann        |                                                          |  | Ligue démocratique des femmes d'Allemagne    |
|          | Karlheinz Niedermeier |                                                          |  | Confédération des syndicats libres allemands |
|          | Adolf Niggemeier      |                                                          |  | Union chrétienne-démocrate                   |
|          | Walter Nörenberg      |                                                          |  | Parti libéral-démocrate                      |

## O
| Portrait | Nom            | Remarques                                             |  | Groupe                   |
| -------- | -------------- | ----------------------------------------------------- |  | ------------------------ |
|          | Volker Oertel  |                                                       |  | Parti national-démocrate |
|          | Friedrich Otto | Fin du mandat le 30 juin 1988 pour cause d'invalidité |  | Parti national-démocrate |

## P
1. Engelbert Pade, FDGB
2. Marga Paulitschke, DFD
3. Elisabeth Pech, DBD
4. Thomas Peinke, DBD
5. Heike Pemsel, CDU
6. Margit Petrat, FDGB
7. Gabriele Pfeil, FDGB
8. Klaus Pille, LDPD
9. Alois Pisnik, SED
10. Gundel Plaul, SED
11. Elke Plümke, DBD
12. Rolf Poche, SED
13. Gerhard Pohl, CDU
14. Eberhard Poppe, Kulturbund
15. Wilfried Poßner, FDJ
16. Margot Pschebizin, FDGB

## Q
| Portrait | Nom             | Remarques                    |  | Groupe                                       |
| -------- | --------------- | ---------------------------- |  | -------------------------------------------- |
|          | Gerhard Quade   |                              |  | Confédération des syndicats libres allemands |
|          | Bernhard Quandt |                              |  | Parti socialiste unifié                      |
|          | Lutz Ahnfeld    | à partir du 17 novembre 1989 |  | Parti socialiste unifié                      |

## R
1. Detlef Radke, FDGB
2. Klaus Rank, DBD
3. Hans-Dieter Raspe, LDPD
4. Wolfgang Rauchfuß (de), SED
5. Ursula Raurin-Kutzner, CDU
6. Eberhard Rebling, Kulturbund
7. Hans Reichelt, DBD
8. Ute Reiher, FDGB
9. Sylvia Retzke, SED
10. Ursula Reumann, SED
11. Edith Reumuth, NDPD
12. Ilona Richter, SED
13. Konrad Richter, NDPD
14. Hans-Joachim Riebow, SED
15. Brunhilde Rienecker, DFD
16. Renate Ritter, DBD
17. Ilse Rodenberg, NDPD
18. Annette Römhild, VdgB
19. Fritz Rösel, FDGB
20. Doris Röwe, CDU
21. Alfred Rohde, SED
22. Eva Rohmann, DFD
23. Ulrike Rommel, NDPD
24. Karla Rose, CDU
25. Horst Rusch, FDGB
26. Wilmar Rutt, FDGB

## S
1. Anneliese Sälzer, Kulturbund
2. Franz-Josef Salbreiter, CDU
3. Gertrud Sasse, LDPD
4. Günter Schabowski, SED
5. Manfred Scheler, VdgB
6. Werner Scheler, Kulturbund
7. Bärbel Schindler-Saefkow, DFD
8. Gregor Schirmer, Kulturbund
9. Wilhelmine Schirmer-Pröscher, DFD
10. Volker Schliebe, NDPD
11. Ursula Schlosser, DFD
12. Verena Schlüsselburg, DBD
13. Anneliese Schmidt, DFD
14. Bettina Schmidt, FDJ
15. Gerhard Schmidt, DBD
16. Burkhard Schneeweiß, CDU
17. Dorothea Schneider, CDU
18. Ilse Schneider, LDPD
19. Horst Schönfelder, CDU
20. Edelgard Schönicke, DBD
21. Gerhard Scholz, FDGB
22. Paul Scholz, DBD
23. Sigrid Schröder, SED
24. Ingeborg Schubert, DFD
25. Manfred Schubert, SED
26. Gerhard Schürer, SED
27. Renate Schüßler, SED
28. Gisela Schütt, DFD
29. Karl-Heinz Schulmeister, Kulturbund
30. Joachim Schultz, NDPD
31. Gerd Schulz, FDJ
32. Marion Schulz, VdgB
33. Rudolph Schulze, CDU
34. Horst Schumann, SED
35. Gustav-Adolf Schur, SED
36. Brigitte Schuster, SED
37. Peter Schwartze, Kulturbund
38. Ekkehard Schweitzer, NDPD
39. Max Sefrin, CDU
40. Helmut Semmelmann, SED
41. Max Seydewitz, SED
42. Günter Sieber, SED
43. Rosemarie Sievert, LDPD
44. Käte Sima-Niederkirchner, SED
45. Lothar Simon, LDPD
46. Horst Sindermann, SED
47. Wilhelm Sitte, Kulturbund
48. Günther Skrzypek, SED
49. Werner Skunde, DBD
50. Reinhard Sommer, FDGB
51. Ulrich Sommer, LDPD
52. Klaus Sorgenicht, SED
53. Thomas Speck, FDJ
54. Roland Spiegel, SED
55. Gerhard Springer, LDPD
56. Gerd Staegemann, NDPD
57. Karl-Hermann Steinberg, CDU
58. Helmut Steinbrück, SED
59. Wilfried Stern, NDPD
60. Albert Stief, SED
61. Dieter Stollberg, LDPD
62. Willi Stoph, SED
63. Frank Straube, FDJ
64. Paul Strauß, SED
65. Heidemarie Stübner, NDPD
66. Michael Succow, LDPD
67. Ellen Süß, FDJ
68. Anja Susset, FDJ

## T
1. Renate Tappert, DFD
2. Ilse Thiele, DFD
3. Klaus-Dieter Thiemes, DBD
4. Lieselotte Thoms-Heinrich, DFD
5. Hans-Manfred Turm, CDU
6. Kurt Tiedke, SED
7. Ernst Timm, SED
8. Harry Tisch, SED
9. Johanna Töpfer, FDGB
10. Heinrich Toeplitz, CDU
11. Hannelore Tomaschek, CDU
12. Annerose Tomschin, FDJ
13. Gottfried Torbicki, NDPD
14. Harry Trumpold, LDPD
15. Fritz Tschetschorke, DBD

## U
| Portrait | Nom              | Remarques |  | Groupe                                       |
| -------- | ---------------- | --------- |  | -------------------------------------------- |
|          | Kerstin Uhlich   |           |  | Confédération des syndicats libres allemands |
|          | Andreas Uhlig    |           |  | Confédération des syndicats libres allemands |
|          | Uta Ullrich      |           |  | Jeunesse libre allemande                     |
|          | Dietrich Unangst |           |  | Parti national-démocrate                     |
|          | Johannes Unger   |           |  | Confédération des syndicats libres allemands |
|          | Gisela Unrein    |           |  | Confédération des syndicats libres allemands |

## V
| Portrait | Nom                  | Remarques                                                        |  | Groupe                                       |
| -------- | -------------------- | ---------------------------------------------------------------- |  | -------------------------------------------- |
|          | Hannelore Vater      | à partir du 1er décembre 1989 pour remplacer le député W. Lorenz |  | Union culturelle de la RDA                   |
|          | Paul Verner          | décédé le 12 décembre 1986                                       |  | Parti socialiste unifié                      |
|          | Kerstin Völzer       |                                                                  |  | Jeunesse libre allemande                     |
|          | Ingo Vogel           | à partir du 11 janvier 1990                                      |  | Confédération des syndicats libres allemands |
|          | Karl Vogel           |                                                                  |  | Parti socialiste unifié                      |
|          | Bernd Voigt          | à partir du 17 novembre 1989                                     |  | Parti socialiste unifié                      |
|          | Manfred Voigt        | à partir du 17 novembre 1989                                     |  | Parti socialiste unifié                      |
|          | Volker Voigt         |                                                                  |  | Jeunesse libre allemande                     |
|          | Dietrich Voigtberger | décédé le 17 décembre 1988                                       |  | Union chrétienne-démocrate                   |
|          | Uta Vöigtlander      |                                                                  |  | Jeunesse libre allemande                     |

## W
1. Rudolf Wabersich, DBD
2. Manfred Wahls, CDU
3. Werner Walde, SED
4. Hans Waldmann, SED
5. Christa Waldmann-Hojer, CDU
6. Marion Walsmann, CDU
7. Rosel Walther, NDPD
8. Horst Wambutt, SED
9. Albert Wappler, FDGB
10. Dieter Wartewig, NDPD
11. Hans Watzek, DBD
12. Simone Wecks, FDJ
13. Wolfgang Weichelt, SED
14. Klaus-Peter Weichenhain, LDPD
15. Werner Weichenhain, LDPD
16. Dietrich Weisel, DBD
17. Wilhelm Weißgärber, DBD
18. Herbert Weiz, SED
19. Gert Wendelborn, CDU
20. Sabine Wenzel, NDPD
21. Rudolf Werion, NDPD
22. Karl-Heinz Werner, DBD
23. Monika Werner, SED
24. Gerolf Wetzel, DBD
25. Ruth Weyh, LDPD
26. Christine Wieynk, CDU
27. Karin-Christiane Wilhelm, CDU
28. Richard O. Wilhelm, LDPD
29. Herbert WillemHerbert Willem, SED
30. Hans-Joachim Willerding, FDJ
31. Hanna Wolf, LDPD
32. Klaus Wolf, CDU
33. Manfred Wolf (en), FDGB
34. Cornelia Wolfram, FDJ
35. Lothar Wolter, LDPD
36. Dieter-Gerhardt Worm, CDU
37. Werner Wünschmann, CDU

## Z
| Portrait | Nom                | Remarques                                              |  | Groupe                                       |
| -------- | ------------------ | ------------------------------------------------------ |  | -------------------------------------------- |
|          | Tom Zentrich       |                                                        |  | Jeunesse libre allemande                     |
|          | Gisela Zepp        |                                                        |  | Parti paysan démocratique                    |
|          | Herbert Ziegenhahn | démission le 16 novembre 1989 après décision du groupe |  | Parti socialiste unifié                      |
|          | Heinz Ziegner      | démission le 16 novembre 1989 après décision du groupe |  | Parti socialiste unifié                      |
|          | Brigitte Zienert   |                                                        |  | Parti paysan démocratique                    |
|          | Ines Zill          |                                                        |  | Vereinigung der gegenseitigen Bauernhilfe    |
|          | Johannes Zillig    |                                                        |  | Union chrétienne-démocrate                   |
|          | Bernd Zimmermann   | à partir du 11 janvier 1990                            |  | Confédération des syndicats libres allemands |
|          | Udo Zylla          |                                                        |  | Parti national-démocrate                     |